# Elena Naimushina
Yelena Arkadyevna Naimushina em russo:  Елена Аркадьевна Наимушина (Krasnoyarsk, 19 de novembro de 1964 – Moscou, 14 de março de 2017) foi uma ginasta que competiu em provas da ginástica artística pela extinta União Soviética.
Elena foi descoberta durante a realização do Campeonato Soviético de 1978, no qual terminou em terceiro lugar no individual geral. No mesmo ano entrou para seleção do bloco e disputou a Copa Chunichi, na qual encerrou em segundo lugar na disputa do individual geral.
O auge de sua carreira foi 1980, no qual, junto a equipe soviética conquistou a medalha de ouro olímpica por equipes, junto as compatriotas Maria Filatova, Natalia Shaposhnikova, Nelli Kim, Yelena Davydova e Stella Zakharova. Adiante, conquistou um ouro e uma prata na Copa do Mundo de Ginástica em Toronto, na trave e no solo respectivamente. Mais tarde, obteve o mesmo resultado no Campeonato Sovético. No campeonato Moscow World Stars, conquistou uma medalha de ouro na trave, uma de prata nas barras assimétricas, e duas de bronze, uma no solo e outra no individual geral.
Elena ficou conhecida por seu exercício de solo com a música folk russa "Kalinka", que sempre agradava o público durante as competições, embora seu aparelho de melhor desempenho fosse a trave de equilíbrio.